# Puchar Świata w narciarstwie alpejskim 1975/1976
Sezon 1975/1976 Pucharu Świata w narciarstwie alpejskim rozpoczął się 3 grudnia 1975 we francuskim Val d’Isère, a zakończył 19 marca 1976 we kanadyjskim Mont-Sainte-Anne. Rozegrano 26 konkurencji dla kobiet (7 zjazdów, 8 slalomów gigantów, 8 slalomów specjalnych i 3 kombinacje) i 25 konkurencji dla mężczyzn (8 zjazdów, 8 slalomów gigantów, 6 slalomów specjalnych i 3 kombinacje).
Puchar Narodów (łącznie) zdobyła reprezentacja Austrii, wyprzedzając Szwajcarię i Włochy.

## Puchar Świata w narciarstwie alpejskim kobiet
Wśród kobiet najlepszą zawodniczką okazała się reprezentantka RFN Rosi Mittermaier, która zdobyła 281 punktów, wyprzedzając Szwajcarkę Lisa-Marie Morerod i Austriaczkę Monikę Kaserer.
W poszczególnych klasyfikacjach tryumfowały:
- Brigitte Totschnig – zjazd
- Rosi Mittermaier – slalom
- Lisa-Marie Morerod – slalom gigant
- Rosi Mittermaier – kombinacja

## Puchar Świata w narciarstwie alpejskim mężczyzn
Wśród mężczyzn najlepszym zawodnikiem okazał się Szwed Ingemar Stenmark, który zdobył 249 punktów, wyprzedzając Włochów Piero Grosa i Gustava Thöniego.
W poszczególnych klasyfikacjach tryumfowali:
- Franz Klammer – zjazd
- Ingemar Stenmark – slalom
- Ingemar Stenmark – slalom gigant
- Walter Tresch – kombinacja

## Puchar Narodów (kobiety + mężczyźni)
- 1.  Austria – 1114 pkt
- 2.  Szwajcaria – 960 pkt
- 3.  Włochy – 744 pkt
- 4.  RFN – 642 pkt
- 5.  Francja – 382 pkt